# Carinata leucoventera
Carinata leucoventera är en insektsart som beskrevs av Li och Wang 1993. Carinata leucoventera ingår i släktet Carinata och familjen dvärgstritar. Inga underarter finns listade i Catalogue of Life.